# Cromare

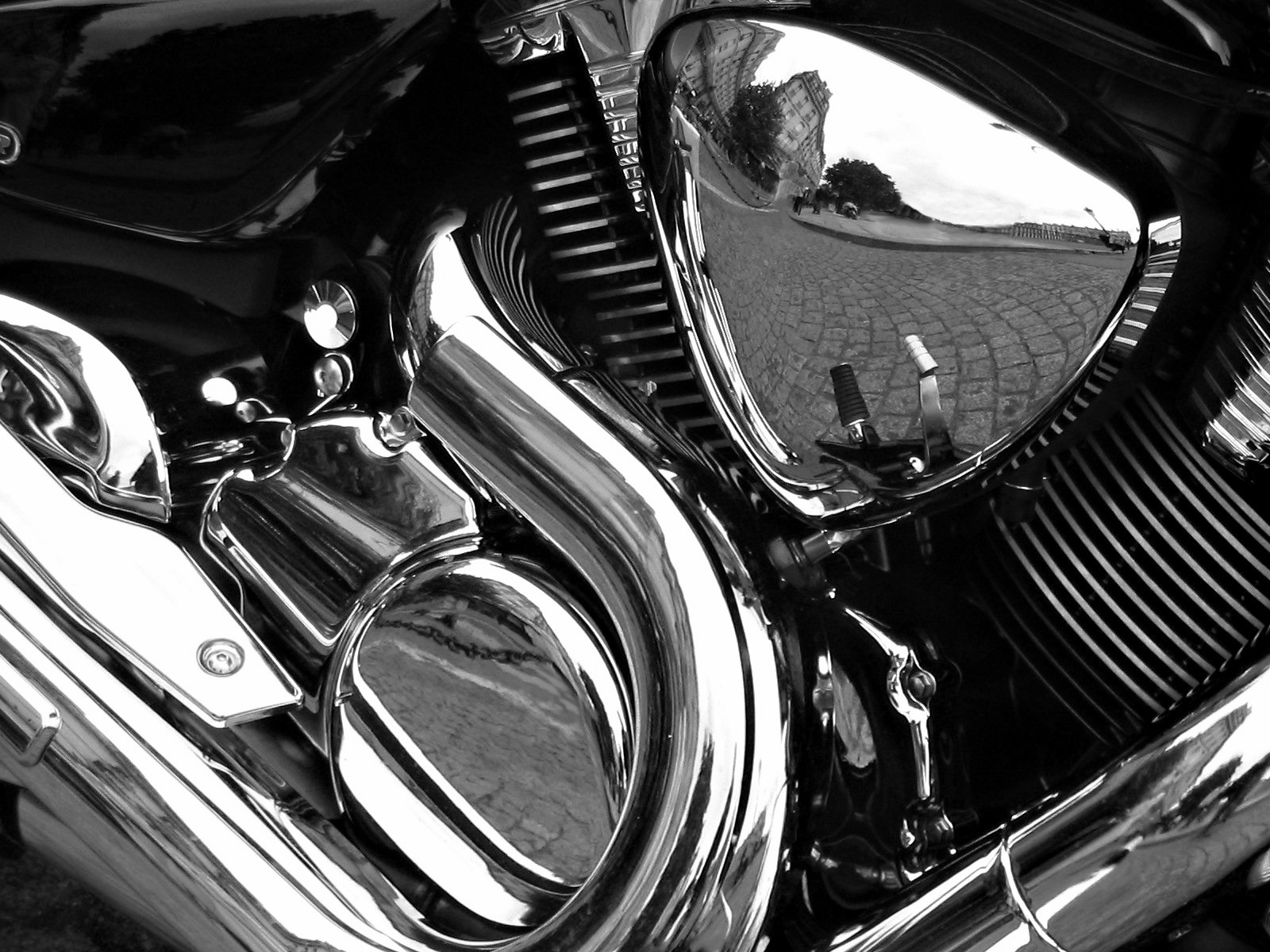
Cromare cu scop decorativ la suprafața unei motociclete

Cromarea este o tehnică electrochimică prin care se depune un strat de crom metalic pe suprafața materialelor și se realizează pentru a conferi rezistență la coroziune, pentru a crește duritatea sau cu scop decorativ.

## Crom trivalent
În cromarea cu crom trivalent, Cr3+ sau crom (III), principalele ingrediente sunt sulfatul de crom sau clorura de crom. Este o alternativă la cromarea cu crom hexavalent și se aplică în cromări ale elementelor decorative.

## Crom hexavalent
În cromarea cu crom hexavalent, Cr6+ sau crom (VI), principalul ingredient folosit este trioxidul de crom. Este utilizată în cromarea decorativă și dură, împreună cu aliaje de cupru.